# سيبيل شنيهاغه
سيبيله شنيهاغه (بالألمانية: Sybille Schnehage) ـ (ولدت في ماغديبورغ في 24 أغسطس 1950) هي ناشطة ألمانية في مجال الإغاثة الإنسانية والتنمية في أفغانستان.

## حياتها
ولدت سيبيل شنيهاغه في ماغديبورغ سنة 1950، وكان اسمها عند ولادتها «سيبيله إليزابيت بوسه» (بالإنجليزية: Sybille Elisabeth Bosse)‏، وفي سنة 1955، انتقلت مع أبويها أرنولد ودوروتيا بوسه إلى ألمانيا الغربية واستقرت الأسرة في فريدريكسهافن.
تخرجت شنيهاغه في جامعة هانوفر متخصصة في الفيزياء، وعملت مساعدة باحث في معهد فيزياء البلازما في الفترة من 1980 إلى 1983، وفي سنة 1987 بدأت عملها في الإغاثة الإنسانية في أفغانستان، وكانت الرئيس المؤسس لمنظمة الإغاثة الإنسانية في قرية كاتاشيل الأفغانية القريبة من قندوز، وقد بلغ مجموع ما أنشأته هذه المنظمة حتى سنة 2016 في منطقة قندوز 27 مدرسة، زادت في العام التالي إلى 31 مدرسة. كما تدير المنظمة مشروعًا للحياكة وتقدم العون لما يزيد من 400 أرملة ويتيم. وقد كان كريستيان فولف ـ رئيس جمهورية ألمانيا الاتحادية لاحقًا ـ راعي المشروع في الفترة من 2004 إلى مطلع 2010.
كانت شنيهاغه عضوًا بالمجلس الاستشاري لنادي فولفسبورغ في الفترة من 2001 إلى يناير 2008.

## المؤلفات
- ابنة قندوز (رواية)، صدرت سنة 2017.[6][7]
- ابن قندوز (رواية)، صدرت في صيف 2018.[8]

## الجوائز والتكريم
- 1996: وسام استحقاق سكسونيا السفلى.
- 2002: جائزة إليزابيث نورغال من نادي المرأة الدولي في فرانكفورت.
- 2003: وسام استحقاق جمهورية ألمانيا الاتحادية.
- 2006: درجة الدكتوراه الفخرية من جامعة كابول.